# Ракета (часовник)
Вижте пояснителната страница за други значения на Ракета.
„Ракета“ е търговска марка на Петродворец часови завод „Ракета“.
Производството на часовниците започва през 1961 година. Характерно за тях е класическият им дизайн и ориентирането им към широк кръг купувачи.
След това започва производството на джобни часовници, будилници, както и механични и кварцови ръчни часовници.
През 2009 година заводът с търговската марка „Ракета“ става собственост на частна компания, с което започва нов етап в развитието на легендарните часовници.